# Klaviersonate h-Moll (Liszt)

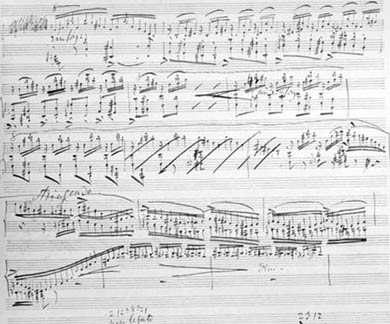
Eine Seite des Originalmanuskripts der Sonate

Die  Klaviersonate h-Moll (Liszt) gilt als bedeutende und technisch anspruchsvolle Musik der Romantik. Als Höhepunkt im Werk von Franz Liszt entstand sie 1849–1853. Zur Uraufführung  brachte sie Hans von Bülow am 22. Januar 1857 in Berlin. Widmungsträger ist Robert Schumann,
der Liszt 1836 die Fantasie C-Dur gewidmet hatte.

## Struktur
Ähnlich wie bei seinem wenige Jahre zuvor publiziertem und heute relativ unbekannten Werk „Großes Konzertsolo“ für Soloklavier, in der sich Liszt bereits an einer „Mehrsätzigkeit innerhalb einer Einsätzigkeit“ probierte, greifen die Sätze auch in der Sonate in h-Moll ohne längere Pausen oder jegliche Zäsuren ineinander über. Grob lässt sich das Werk in drei Teile einteilen, die auch eine Interpretation der Sonate als großen Sonatensatz erlauben:
- eine Art Exposition, in der die Themen vorgestellt und verarbeitet werden
- ein langsamer Mittelteil (Takt 331 bis 460)
- eine Reprise, die schließlich in eine Coda mündet.

Auch kann man den Begriff der „Mehrsätzigkeit in der Einsätzigkeit“ anwenden. So weist der langsame Mittelteil von Takt 331 bis 460 einzeln betrachtet ebenfalls Züge einer Sonatenhauptsatzform auf. Bei Heinemann (siehe Literatur) wird der Begriff Binnensonate verwendet. Dieser Begriff beschreibt, dass innerhalb dieser Sonate ein Abschnitt enthalten ist, der ebenfalls eine Sonatenform besitzt.
Charakteristisch für das Werk ist die Reduktion auf wenige Kernmotive:
- Am Anfang eine düster klingende absteigende Tonleiter, die in unterschiedlichen Lagen und häufig chromatisch verändert erscheint, dies vor allem am Schluss des Werkes, wo sie wie ein Epilog das Anfangsmotiv aufgreift. Sie tritt innerhalb der Sonate als Rahmen auf, der verschiedene Abschnitte voneinander trennt, beispielsweise zwischen der Exposition des Hauptthemas und der des Seitenthemas (Takte 84–104).
- Das „Hauptthema“: ein aufsteigendes Oktavmotiv gefolgt von jäh abfallenden Oktavparallelen in beiden Händen, einmal als Septsprung, dann als Septabstieg, und dann ein Abstieg über eine verminderte Oktave. Das Motiv steht am Beginn des Allegro. Das Motiv tritt auch in veränderter Form auf, etwa am Beginn der Reprise einstimmig und einen Halbton tiefer (ab Takt 460).

- Als „Antwort“ erscheint im Bass ein klopfendes Staccato-Motiv. Es wird in der Literatur als Hammerschlagmotiv bezeichnet. Es beginnt mit auftaktigen 32tel-Triolen, was wie ein Vorschlag klingt. Es folgen vier Staccato-Achtel, eine Achtel, zwei 16tel abwärts  zur Unterterz, und weitere zwei Staccato-Achtel. Dieses Motiv erscheint in der Mitte der Exposition (Takt 153) in liedhafter Form (cantabile). Um diesen Klangcharakter zu erzielen, werden dort die Notenwerte des Motivs verdoppelt. Das Notenbeispiel ist die Grundgestalt des Motivs. Dass hier keine Staccato-Punkte stehen, ist aus der Neuen Liszt Ausgabe übernommen.

- Das triumphierende Fanfarenthema erscheint nach einer virtuosen kadenzartigen Überleitung mit gebrochenen Akkordsprüngen. Liszts Ausdrucksbezeichnung lautet Grandioso. Es steht hier in D-Dur, also der Durparallele zu h-Moll. Dieser Tonartverlauf ist gängige Praxis in Sonaten.

- Im Mittelteil gibt es noch ein Thema, das mit den vorigen nicht verwandt ist. Wendet man den Begriff der Binnensonate an, ist es das Hauptthema der Binnensonate. Es steht in Fis-Dur und besitzt einen ruhigen, melodischen Charakter. Es gibt zehn Takte lang keine Wiederholungen in der Melodie. Das dazugehörige Seitenthema (in A-Dur, üblich wäre Cis-Dur, A-Dur entspräche jedoch der traditionellen Konvention, wenn dieses Hauptthema in fis-Moll stünde) ist der cantabile-Hammerschlag.

Die Reprise wird von einer Fugato-Verarbeitung des Hauptthemas eingeleitet, die sich furios steigert. Die Coda greift den ruhigen Charakter der Einleitung wieder auf.
Kenneth Hamilton gliedert die Sonate in vier Abschnitte. Damit interpretiert er das Werk als gewöhnliche Sonatenform.
- Exposition: hier muss der Abschnitt bis Takt 330 gemeint sein.
- Langsamer Satz: Takte 331–459
- Scherzo: Takte 460–530 (eine mögliche Abgrenzung: Es erfolgt im Takt 531 eine Zäsur dadurch, dass die Tonart h-Moll wieder vorgezeichnet ist.)
- Reprise: Takte 531–760. Im Laufe der Reprise ändert sich die (vorgezeichnete) Tonart von h-Moll auf H-Dur (das entspricht der klassischen Sonatenform)

Die etwas unklare Abgrenzung vom Scherzo zur Reprise wird von William Newman auf Takt 533, den Wiedereintritt der Tonika gesetzt (nach Heinemann). Die Formdeutung in Anlehnung an eine viersätzige Form kann aber dieses Werk der Romantik nicht hinreichend beschreiben. Zu viele Merkmale wie beispielsweise die bereits genannte Rahmenbildung finden in dieser Deutung keinen Platz. 

## Ablauf
Ausgehend von den erläuterten Motiven und ihren Funktionen kann man den Ablauf des Werks näher beschreiben:

Takte
- 1–7: Rahmen
- 8–13: Sprungmotiv
- 13–17: Hammerschlag
- 18–29: Elemente des Sprungmotivs
- 30–39: Sprungmotiv-Elemente und Hammerschlag taktweise abgewechselt
- 40–44: Elemente des Sprungmotivs
- 45–54: Freie Steigerung
- 55–81: Sprungmotiv mit Fortsetzungen
- 82–104: Rahmen (im Bass)

Dort beginnt das Seitenthema:

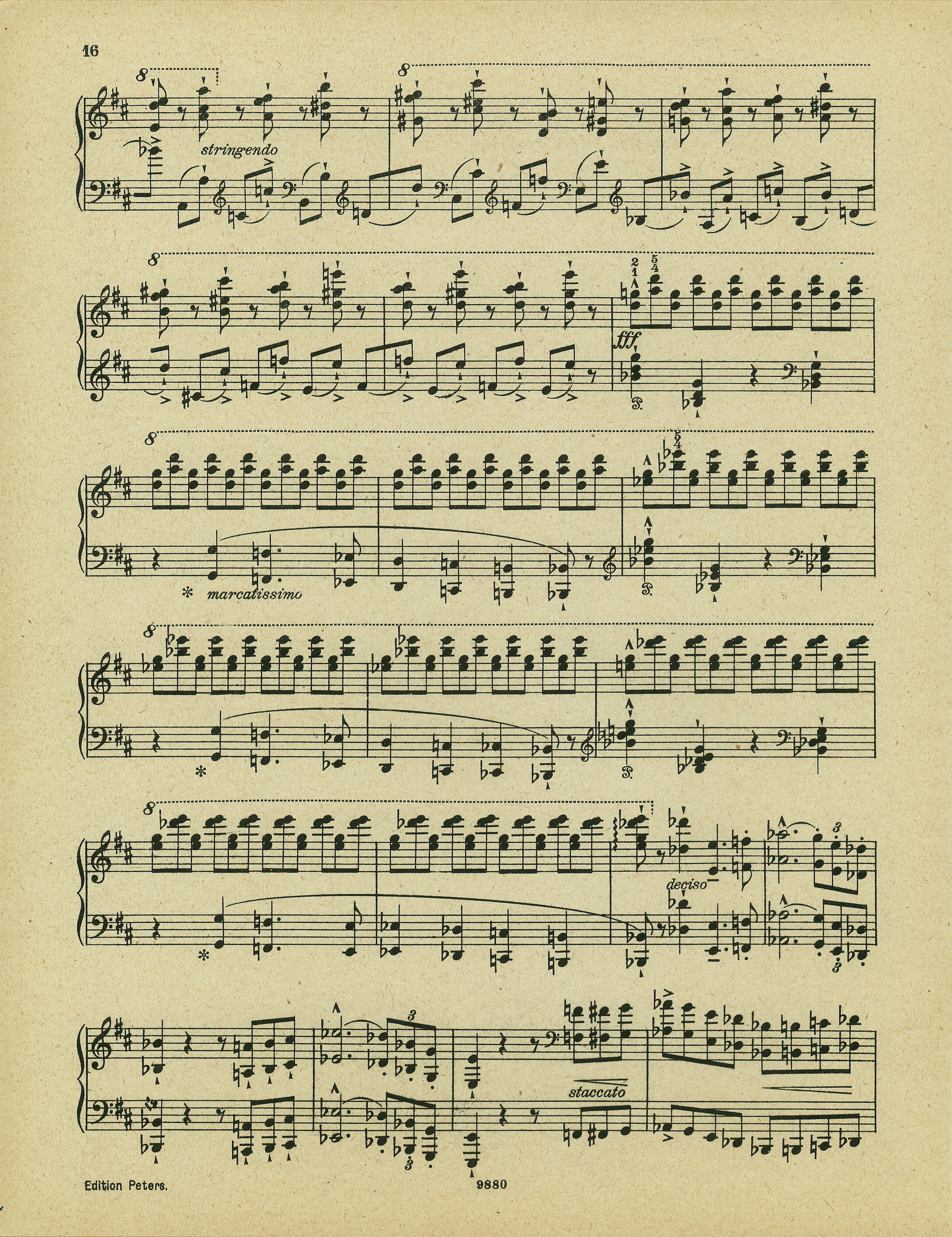
Stringendo im 1. Teil, Oktaven und Tremolo

- 105–119: Grandioso – Motiv (im 3/2-Takt, erstes Motiv des Seitensatzes)
- 120–140: Sprungmotiv (wieder im 4/4-Takt)
- 141–152: Hammerschlag
- 153–170: Verdoppelter Hammerschlag (zweites Motiv des Seitenthemas)
- 170–190: Elemente des Sprungmotiv (im Bass)
- 190–196: Verdoppelter Hammerschlag und Rahmen
- 197–204: kurze Solokadenz
- 205–231: Sprungmotiv und Gegenbewegung
- 232–238: Solokadenz
- 239–254: Kadenz mit Begleitung
- 255–269: Hammerschlag – Elemente mit Kadenzelementen
- 270–277: Sprünge
- 278–286: Rahmen
- 286–296: Sprungmotiv mit Fortsetzung
- 297–300: Grandioso-Motiv (im 3/2-Takt)
- 301: Recitativo (freies Taktmaß)
- 302–305: Grandioso-Motiv (im 3/2-Takt)
- 306–310: Recitativo
- 310–314: Hammerschlag
- 315–318: Elemente des Sprungmotivs
- 319–330: Hammerschlag mit Sprungmotiv (rechte Hand, in vergrößerten Notenwerten)

Langsamer „Mittelsatz“
- 331–348: Lyrisches Andante sostenuto – Melodiethema (3/4-Takt)
- 349–362: Verdoppelter Hammerschlag mit Kadenzelementen
- 363–380: Grandioso-Motiv in halbierten Notenwerten
- 381–384: Annäherung ans Sprungmotiv
- 385–394: Sprungmotiv
- 395–415: Variiertes Andante sostenuto – Melodiethema
- 415–432: Überleitung mit Rahmenelementen(Abwärtsfolgen im Bass)
- 433–445: Verdoppelter Hammerschlag
- 446–459: Rahmen

Hier beginnt die Reprise:

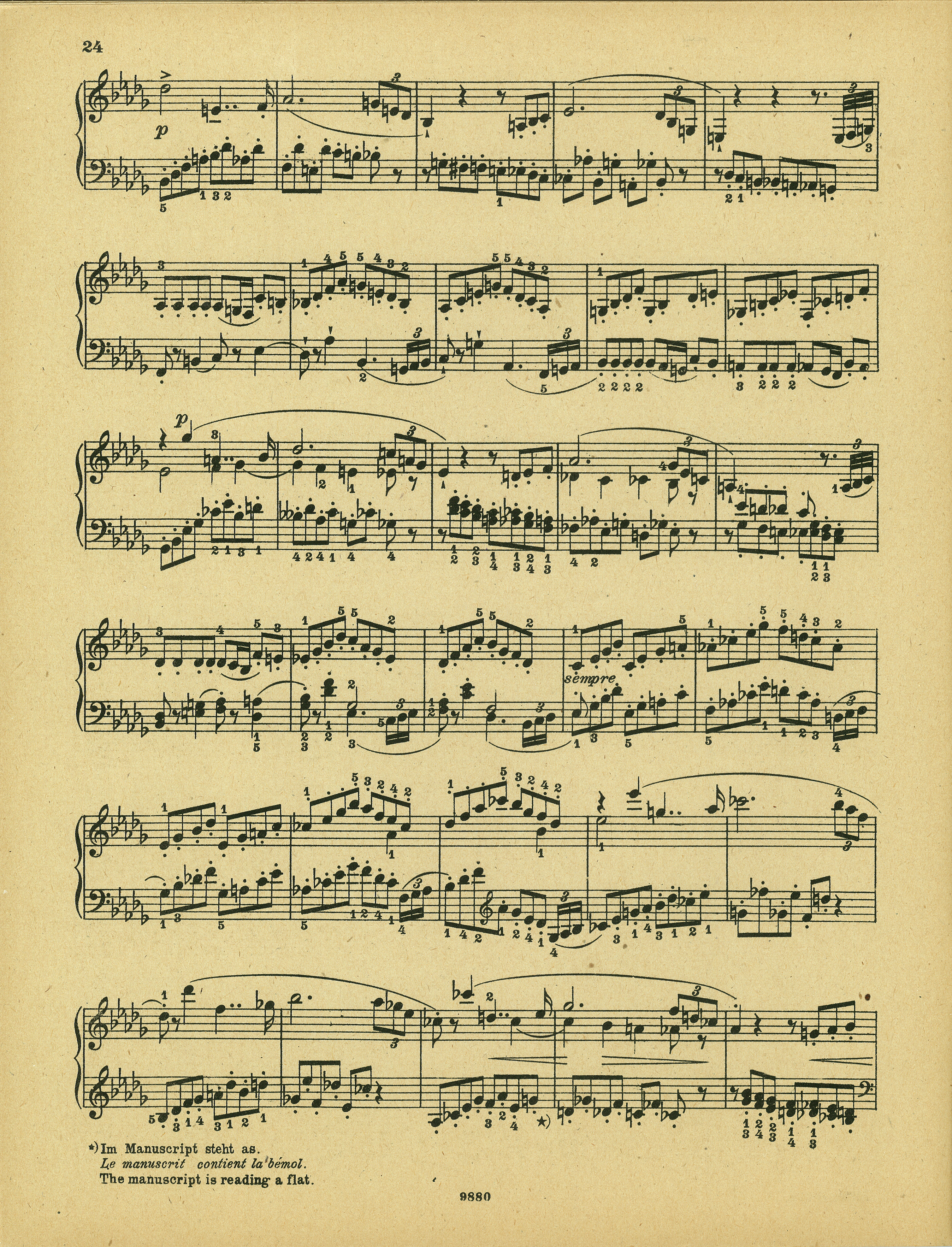
Fugato

- 460–523: Fugato aus Sprungmotiv und Hammerschlag
- 524–530: Sprungmotiv gefolgt von virtuosen 16tel-Läufen
- 531–540: Sprungmotiv abgewechselt mit Hammerschlag, dazu 16tel-Läufe
- 541–554: 16tel Läufe
- 555–569: Akkorde und 16tel Läufe
- 569–581: Sprungmotiv im Bass abgewechselt mit Abwärtsskalen
- 582–599: Überleitung und Hammerschlag
- 600–615: Grandioso-Motiv kehrt wieder, ab Takt 600 wird H-Dur vorgezeichnet.
- 616–650: Verdoppelter Hammerschlag gefolgt von einer Solokadenz

Der Bereich ab hier kann als Coda klassifiziert werden: sämtliche relevanten Motive treten in umgekehrter Reihenfolge auf
- 650–672: Stretta: verdoppelter Hammerschlag, Sprungmotiv-Elemente
- 673–681: Presto: Abwärtsfolgen in Vierteln
- 682–699: Prestissimo: Akkorde und Achtelketten
- 700–710: Grandioso-Motiv (3/2-Takt) mit Variation (9 Vierteltriolen statt 12 Achteln pro Takt in der Begleitung)
- 711–728: Lyrisches Andante sostenuto – Melodiethema kehrt wieder (3/4-Takt)
- 729–736: „Original“-Hammerschlag im Bass (H)
- 737–743: Sprungmotiv verteilt über beide Hände, aber keine parallelen Achtelläufe
- 743–749: Akkorde
- 750–754: Rahmen
- 755–760: Schlussakkorde

## Rezeption

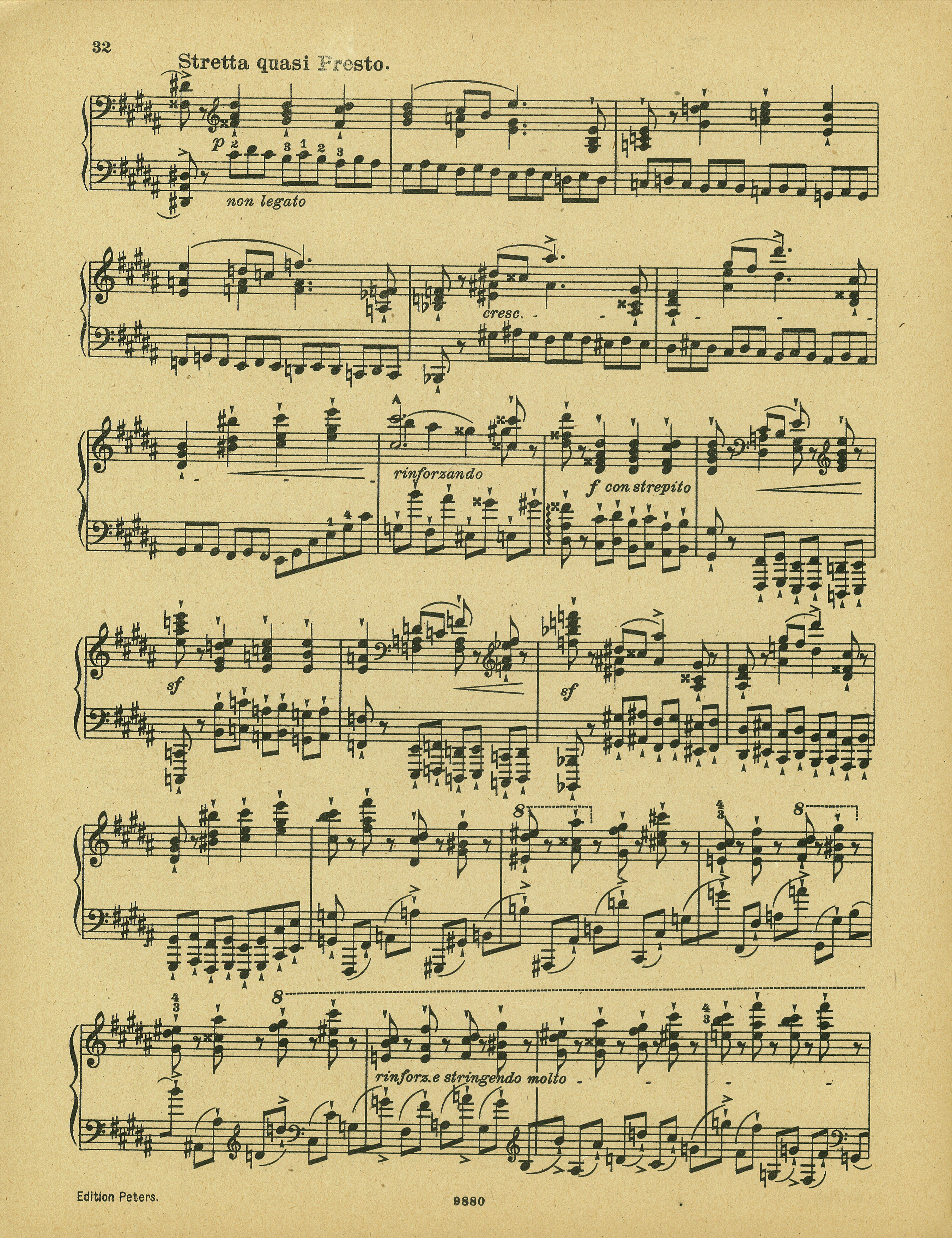
Stretta im 3. Teil

„Liszt sandte heute eine an Robert dedizierte Sonate und einige andre Sachen mit einem freundlichen Schreiben an mich. Die Sachen sind aber schaurig! Brahms spielte sie mir, ich wurde aber ganz elend. … Das ist nur noch blinder Lärm – kein gesunder Gedanke mehr, alles verwirrt, eine klare Harmoniefolge ist da nicht mehr herauszufinden! Und da muß ich mich nun noch bedanken – es ist wirklich schrecklich.“